# Подволочье (Покровский сельсовет)
Подволочье — деревня в Великоустюгском районе Вологодской области России.
Входит в состав Покровского сельского поселения, с точки зрения административно-территориального деления — в Покровский сельсовет.
Расстояние по автодороге до районного центра — Великого Устюга — 18 км, до центра муниципального образования — Ильинского — 12 км. Ближайшие населённые пункты — Новосёлово, Изонинская, Родионовица, Михайловская, Ярыгино.
По переписи 2002 года население составило 2 человека.